# Quatre études pour piano de Stravinsky
Pour les articles homonymes, voir Études pour piano.
Les Quatre études pour piano opus 7 sont un cycle pour piano d'Igor Stravinsky. Composées en 1908, elles s'apparentent par leur style à l'univers musical d'Alexandre Scriabine. Elles sont dédiées respectivement à Stepan Mitoussov, Nikolaï Richter, Andreï et Vladimir Rimski-Korsakov.

## Structure
1. Con moto (en ut mineur): Fougueux avec un passage médian en cantilène.
2. Allegro brillante (ré majeur): perpetuum mobile.
3. Andantino (mi mineur):  jeu de timbres sur fond d'harmonie très élaborée
4. Vivo (fa dièse majeur): Pièce virtuose avec arpèges brisés, sauts d'accords et gammes chromatiques.

## Source
- François-René Tranchefort (dir.), Guide de la musique de piano et de clavecin, Paris, Fayard, coll. « Les indispensables de la musique », 1987, 870 p. (ISBN 978-2213016399, BNF 34978617), p. 798